# Katanning
Katanning es una ciudad situada en Australia Occidental localizada a 277 km al sureste de Perth, la capital estatal. Su población es de 3.808 habitantes (2006). Está atravesada por la Carretera del Gran Sur.

## Historia
El significado de Katanning es desconocido pero se cree que viene de una palabra aborigen, Kart-annin, que literalmente significa lugar de reunión de los jefes tribales, o Kartanup que significa piscina clara de agua dulce. Otros autores sugieren que el sitio recibe el nombre de una mujer aborigen local.